# 아오키 다케시
아오키 다케시(일본어: 青木 剛, 1982년 9월 28일 ~ )는 일본의 전 축구 선수이다.

## 구단 경력
그는 2001년부터 2018년까지 J리그의 가시마 앤틀러스, 사간 도스, 로아소 구마모토에서 활동하였다.

## 국가대표팀 경력
그는 2001년 FIFA 세계 청소년 축구 선수권 대회에 참가할 일본 U-20 국가대표팀에 발탁되었으며, 3경기에 출전했다.
2002년 아시안 게임에 참가할 일본 U-23 국가대표팀에 발탁되었으며, 은메달 획득에 기여했다.
그는 2008년 8월 20일 우루과이과의 경기에서 일본 국가대표팀에 데뷔했다. 그는 2009년까지 국제 A매치 통산 2경기에 출전했다.

## 통계
| 일본 | 일본 | 일본 |
| 연도 | 출전 | 득점 |
| ---- | ---- | ---- |
| 2008 | 1    | 0    |
| 2009 | 1    | 0    |
| 통산 | 2    | 0    |